# Diocesi di Mandeville
La diocesi di Mandeville (in latino Dioecesis Mandevillensis) è una sede della Chiesa cattolica in Giamaica suffraganea dell'arcidiocesi di Kingston. Nel 2021 contava 1.770 battezzati su 591.422 abitanti. È retta dal vescovo John Derek Persaud.

## Territorio
La diocesi si estende nella parte centro-meridionale dell'isola di Giamaica e comprende le parrocchie civili di Clarendon, Manchester e Saint Elizabeth.
Sede vescovile è la città di Mandeville, dove si trova la cattedrale di San Giovanni della Croce.
Il territorio si estende su 3.238 km² ed è suddiviso in 17 parrocchie.

## Storia
Il vicariato apostolico di Mandeville fu eretto il 15 aprile 1991 con la bolla Praeteritis quidem di papa Giovanni Paolo II, ricavandone il territorio dall'arcidiocesi di Kingston in Giamaica e dalla diocesi di Montego Bay.
Il 21 novembre 1997 il vicariato apostolico è stato elevato a diocesi con la bolla Sedulam sane dello stesso papa Giovanni Paolo II.

## Cronotassi dei vescovi
Si omettono i periodi di sede vacante non superiori ai 2 anni o non storicamente accertati.
- Paul Michael Boyle, C.P. † (15 aprile 1991 - 6 luglio 2004 ritirato)
- Gordon Dunlap Bennett, S.I. (6 luglio 2004 - 8 agosto 2006 ritirato)
- Neil Edward Tiedemann, C.P. (20 maggio 2008 - 29 aprile 2016 nominato vescovo ausiliare di Brooklyn[1])
  - Sede vacante (2016-2020)[2]
- John Derek Persaud, dal 19 giugno 2020

## Statistiche
La diocesi nel 2021 su una popolazione di 591.422 persone contava 1.770 battezzati, corrispondenti allo 0,3% del totale.
| anno | popolazione | popolazione | popolazione | presbiteri | presbiteri | presbiteri | presbiteri                | diaconi | religiosi | religiosi | parrocchie |
| anno | battezzati  | totale      | %           | numero     | secolari   | regolari   | battezzati per presbitero | diaconi | uomini    | donne     | parrocchie |
| ---- | ----------- | ----------- | ----------- | ---------- | ---------- | ---------- | ------------------------- | ------- | --------- | --------- | ---------- |
| 1999 | 7.782       | 506.000     | 1,5         | 24         | 21         | 3          | 324                       | 8       | 9         | 39        | 20         |
| 2000 | 7.899       | 561.900     | 1,4         | 28         | 19         | 9          | 282                       | 9       | 19        | 39        | 19         |
| 2001 | 8.086       | 562.000     | 1,4         | 27         | 18         | 9          | 299                       | 9       | 19        | 40        | 18         |
| 2002 | 8.123       | 574.000     | 1,4         | 25         | 22         | 3          | 324                       | 8       | 6         | 35        | 19         |
| 2003 | 8.200       | 576.000     | 1,4         | 26         | 23         | 3          | 315                       | 6       | 9         | 32        | 21         |
| 2004 | 8.296       | 575.288     | 1,4         | 25         | 22         | 3          | 331                       | 6       | 5         | 32        | 21         |
| 2013 | 5.850       | 585.105     | 1,0         | 20         | 18         | 2          | 292                       | 6       | 3         | 22        | 20         |
| 2016 | 5.870       | 595.110     | 1,0         | 20         | 15         | 5          | 293                       | 4       | 10        | 21        | 20         |
| 2019 | 4.822       | 602.800     | 0,8         | 20         | 15         | 5          | 241                       | 4       | 10        | 21        | 20         |
| 2021 | 1.770       | 591.422     | 0,3         | 13         | 10         | 3          | 136                       | 1       | 3         | 18        | 17         |